# Дом Гутковского
 Памятник культуры Малопольского воеводства: регистрационный номер А-260 от 5 апреля 1966 года.
Дом Гутковского (пол. Kamienica Gutkowskiego) — здание, находящееся в Кракове на углу улиц Сенной, 7 и Столярской, 2. Внесён в реестр охраняемых памятников Малопольского воеводства.
Здание было построено в 1861 году на месте сгоревшего в 1850 году во время великого пожара дома. Инвестором строительства был ресторатор А. Гутковский, именем которого было названо здание. Фасад здания имеет элементы классицизма.
В настоящее время в здании находятся различные торговые предприятия и жилые квартиры. В одном из помещений здания находится выставочная галерея-мастерская культурного учреждения Центр документации творчества Тадеуша Кантора «Cricoteka».
5 апреля 1966 года здание было внесено в реестр памятников культуры Малопольского воеводства (№ А-260).